# Internationaux de Strasbourg 2003 - Doppio
Il doppio del torneo di tennis Internationaux de Strasbourg 2003, facente parte del WTA Tour 2003, ha avuto come vincitrici Sonya Jeyaseelan e Maja Matevžič che hanno battuto in finale Laura Granville e Jelena Kostanić con il punteggio di 6–4, 6–4.

## Teste di serie
1. Elena Bovina /  Rennae Stubbs (quarti di finale)
2. Eléni Daniilídou /  Corina Morariu (primo turno)

1. Marion Bartoli /  Caroline Dhenin (quarti di finale)
2. Elena Lichovceva /  Anastasija Myskina (quarti di finale)

## Tabellone

### Legenda
| - Q = Qualificato - WC = Wild card - LL = Lucky loser | - ALT = Alternate - SE = Special Exempt - PR = Protected Ranking | - w/o = Walkover - r = Ritirato - d = Squalificato |